# Venantino Venantini

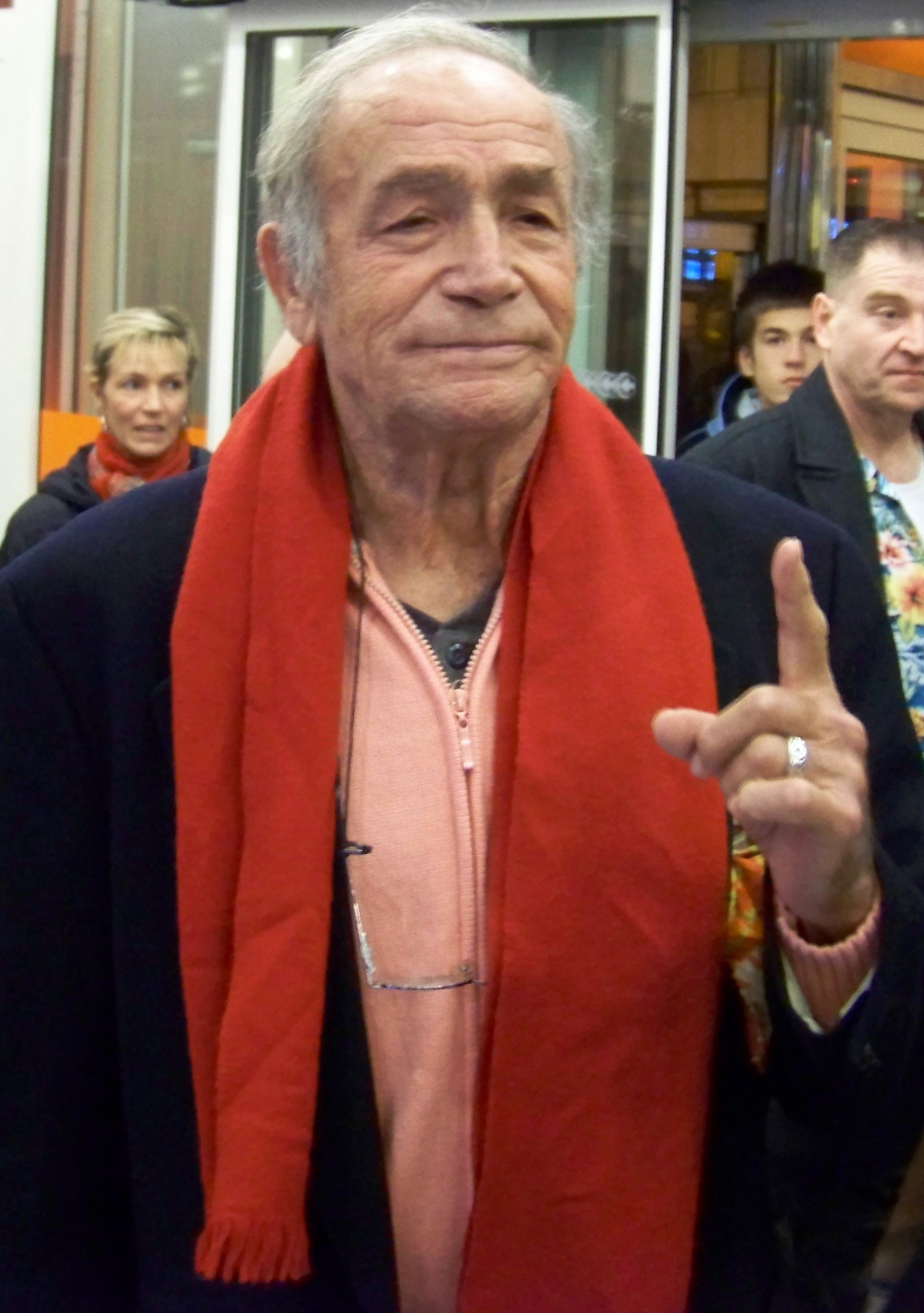
Venantino Venantini, 2009

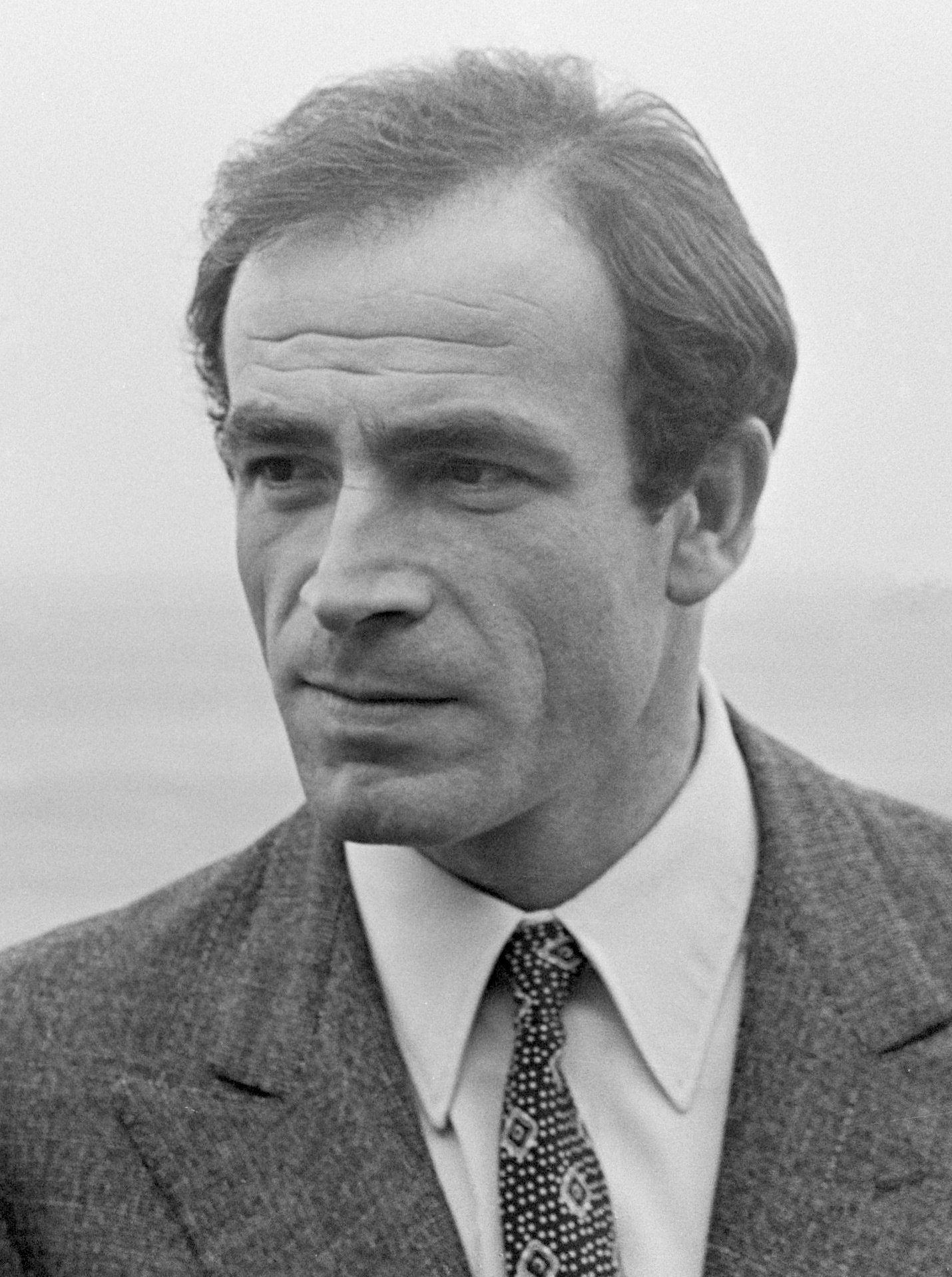
Venantino Venantini, 1966

Enrico Venantino Venantini (* 17. April 1930 in Fabriano; † 9. Oktober 2018 in Viterbo) war ein italienischer Schauspieler.

## Leben
Venantini begann seine Karriere in den 1950er Jahren und wurde mit seiner großen, aristokratischen und athletischen Erscheinung als einer der interessantesten Schauspieler der 1960er Jahre eingeschätzt, nachdem er in Franco Rossis Film Die nackte Odyssee (Odissea nuda) aus dem Jahr 1961 aufgefallen war. Durch die Annahme von Rollen auch in mittelmäßigen und exploitativen Filmen kann er zwar eine Filmografie von über 180 Titeln vorweisen, den damals erworbenen Anspruch aber nie einlösen. Neben italienischen Filmen war Venantini auch in zahlreichen französischen Streifen, darunter etlichen Kriminalfilmen zu sehen. Venantini stand bis ein Jahr vor seinem Tod vor der Kamera, zuletzt als Leonard de Vinci in der Fernsehserie Art of Crime.
Er ist der Vater des Schauspielers Luca Venantini.

## Filmografie (Auswahl)
- 1954: Drei Sünderinnen (Un giorno in pretura)
- 1957: Spuren in die Vergangenheit (Sait-on jamais…)
- 1961: Die nackte Odyssee (Odissea nuda)
- 1963: Mein Onkel, der Gangster (Les Tontons flingueurs)
- 1964: Fluch der Erotik (Le conseguenze)
- 1964: Radieschen von unten (Des pissenlits par la racine)
- 1964: Scharfe Sachen für Monsieur (Le Corniaud)
- 1965: Michelangelo – Inferno und Ekstase (The Agony and the Ecstasy)
- 1965: Operation Gold (Zarabanda bing bing!)
- 1966: Scharfe Kurven für Madame (Le Grand restaurant)
- 1967: Bandidos (Bandidos)
- 1967: Ein Mädchen wie das Meer (La Grande sauterelle)
- 1968: Huckepack (La matriarca)
- 1968: Lady Hamilton – Zwischen Schmach und Liebe
- 1968: Schlacht um Anzio (Lo sbarco di Anzio)
- 1968: Zucker für den Mörder (Un killer per sua Maestà)
- 1969: Il Nero – Haß war sein Gebet (L’odio è il mio Dio)
- 1969: Erotissimo
- 1969: War Devils – Die Kriegsteufel kommen (I diavoli della guerra)
- 1970: Die Frau des Priesters (La moglie del prete)
- 1970: Was würden Sie an meiner Stelle tun? (Êtes-vous fiancée à un marin grec ou à un pilote de ligne?)
- 1971: Die dummen Streiche der Reichen (La Folie des grandeurs)
- 1972: Die Geliebte meines Vaters (Le Rempart des béguines)
- 1972: Ein toller Bluff (Il était une fois un flic)
- 1973: Auf verlorenem Posten (La polizia è al servizio del cittadino?)
- 1973: Haie kennen kein Erbarmen (Troppo rischio per un uomo solo)
- 1973: Number One
- 1973: Sieben Tote in den Augen der Katze (La morte negli occhi del gatto)
- 1974: Amore libero – Free Love
- 1974: Ein Leben lang (Toute une vie)
- 1975: Emmanuelle 2 – Garten der Liebe (Emmanuelle: L’antivierge)
- 1975: Black Emanuelle (Emanuelle nera)
- 1976: Black Emanuelle 2. Teil (Emanuelle nera: Orient reportage)
- 1976: Bewaffnet und gefährlich (Liberi armati pericolosi)
- 1977: Hilfe, sie liebt mich (L'altra metà del cielo)
- 1977: Die wilden Mahlzeiten (René la Canne)
- 1978: Die große Offensive (Il grande attacco)
- 1978: Ein Käfig voller Narren (La Cage aux folles)
- 1978: Krieg der Roboter (La guerra dei robot)
- 1978: Ein Sack voller Flöhe (Primo amore)
- 1978: Sklavenmarkt der weißen Mädchen (La via della prostituzione)
- 1978: Der Windhund (Flic ou voyou)
- 1979: Das Concorde Inferno (Concorde Affaire '79)
- 1979: Hot Dogs auf Ibiza
- 1979: Kampf um die 5. Galaxis (L'umanoide)
- 1979: Eine total verrückte Kompanie (RIavanti… marsch!)
- 1979: Von Corleone nach Brooklyn (De Corleone a Brooklyn)
- 1980: Asphaltkannibalen (Apocalypse domani)
- 1980: Die Bestie aus dem Weltraum (La bestia nello spazio)
- 1980: Flying Sex – Die kessen Stewardessen (Sesso profondo)
- 1980: Plattfuß am Nil (Piedone d'Egitto)
- 1980: Das Syndikat des Grauens (Luca il contrabbandiere)
- 1980: Die Terrasse (La terrazza)
- 1980: Ein Zombie hing am Glockenseil (Paura nella città dei morti viventi)
- 1981: Die Rache der Kannibalen (Cannibal ferox)
- 1983: Metropolis 2000 (I nuovi barbari)
- 1984: Der dicke König Dagobert (Le Bon roi Dagobert)
- 1985: Die Abenteuer des Herkules 2. Teil (The adventures of Hercules)
- 1985: Der Assisi Untergrund (Assisi Underground)
- 1985: Der Denunziant (Il pentito)
- 1985: Der Tag des Falken (Ladyhawke)
- 1986: Aladin (Superfantagenio)
- 1987: Eine italienische Affäre (Capriccio)
- 1988: Jack Clementi – Anruf genügt…: Der große Coup (Big Man – 395 dollari l'oncio)
- 1989: Inspektor Lavardin (Les dossiers secrets de l'inspecteur Lavardin) (Fernsehserie, 1 Folge)
- 1990: Die Hure des Königs (La puttana de re)
- 1991: Michelangelo – Genie und Leidenschaft (A Season of Giants)
- 1994: Fair Game
- 2007: J’ai toujours rêvé d’être un gangster
- 2007: Kann das Liebe sein? (Je crois que je l’aime)
- 2010: The Museum of Wonders
- 2010: 22 Bullets (L’Immortel)
- 2015: Papa Lumière
- 2015: Un + une
- 2016: Marseille
- 2017: Vive la crise
- 2017: Maryline